# Зверховцы
Зверховцы (укр. Зверхівці) — село в Городокском районе Хмельницкой области Украины.
Население по переписи 2001 года составляло 339 человек. Почтовый индекс — 32042. Телефонный код — 3251. Занимает площадь 1,055 км². Код КОАТУУ — 6821289402.

## Местный совет
32030, Хмельницкая обл., Городокский р-н, с. Юринцы, ул. Соборная, 29